# Жук, Вадим Вадимович
Вадим Вадимович Жук (укр. Вадим Вадимович Жук; род. 15 апреля 1991, Киев) — украинский футболист, защитник

## Игровая карьера
Воспитанник ФК «Княжа» (Счастливое). На профессиональном уровне дебютировал 27 февраля 2009 года за молодёжный состав ФК «Львов» в игре с днепропетровским «Днепром». После вылета клуба из Премьер-лиги летом 2009 года молодёжный состав заявили во Вторую лигу, где команда выступала под названием «Львов-2». Там за сезон Вадим провел 19 матчей в чемпионате и 5 в Кубке лиги.
Во время зимнего перерыва в сезоне 2010/11 вследствие тяжёлого финансового положения «Львов» оставили много основных игроков, поэтому коллектив вынужден был пригласить в основную команду молодых футболистов, среди которых был и Жук. Первый матч за основную команду провёл 20 марта 2011 года в домашней игре против «Крымтеплицы». Всего в течение года за «Львов» провёл 32 матча в первой лиге и 1 в Кубке.
В начале 2012 года перешёл в черниговскую «Десну», вместе с которой в сезоне 2012/13 выиграл Вторую лигу и в следующем сезоне снова стал выступать в Первой лиге. В конце июня 2015 года побывал на просмотре в клубе Премьер-лиги «Александрия», но сразу же вернулся в состав «Десны», которую в итоге покинул в феврале 2016 года.
В марте 2016 года стал игроком «Горняка» (Кривой Рог). В июне того же года перешёл в состав сербского «Спартака» (Суботица). Дебютировал в чемпионате Сербии 13 августа 2016 года в гостевом матче против «Бачки», в котором его команда выиграла со счётом 3:1.

## Достижения
«Десна»
- Победитель Второй лиги: 2012/13.